# Полностью вменяемый (фильм)
«Полностью вменяемый» (англ. Perfectly Normal) — канадская кинокомедия 1991 года режиссёра Ива Симоно, сценаристов Юджина Липински и Пола Куоррингтона. Главные роли в фильме исполнили Робби Колтрейн, Майкл Райли и Кеннет Уэлш.

## Описание сюжета
Алонсо Тёрнер является обычным парнем и мечтает об открытии собственного ресторана, совместив это со своей страстью к опере. Его жизнь круто меняется, когда он встречается с Ренцо, и они решают вложиться в интересное дело — открыть итальянский ресторан с официантами-оперными певцами в соответствующих костюмах.

## В ролях
- Робби Колтрейн — Алонсо Тёрнер
- Майкл Райли — Ренцо Парачи
- Дебора Дюшен — Дениза
- Юджин Липински — безнадёга
- Кеннет Уэлш — Чарли Глезби
- Патриция Гейдж — миссис Хэтэуэй
- Джек Метьюз — Дуэйн Бикл (в титрах указан как Джек Николс)

## Создатели фильма
- Режиссёр — Ив Симоно
- Авторы сценария — Юджин Липински, Пол Куоррингтон
- Продюсеры — Майкл Барнс, Гарри Дитсон
- Редактор — Рональд Сандерс
- Композитор — Ричард Грегори
- Оператор — Ален Дости

## История проката

### Даты премьер
Даты приведены в соответствии с данными IMDb.
- США — 15 февраля 1991 года (премьерный показ в Нью-Йорке)
- США — апрель 1991 года
- Великобритания — 10 мая 1991 года

## Награды и номинации
Список наград и номинаций приведён в соответствии с данными IMDb.

### Награды
| Год  | Событие            | Награда                      | Награждённый                    |
| ---- | ------------------ | ---------------------------- | ------------------------------- |
| 1991 | Кинопремия «Джини» | Лучший оригинальный сценарий | Юджин Липински, Пол Куоррингтон |

### Номинации
| Год  | Событие            | Награда                              | Номинант        |
| ---- | ------------------ | ------------------------------------ | --------------- |
| 1991 | Кинопремия «Джини» | Лучший фильм                         | Майкл Барнс     |
| 1991 | Кинопремия «Джини» | Лучший монтаж                        | Рональд Сандерс |
| 1991 | Кинопремия «Джини» | Лучшая работа художника-постановщика | Энн Притчард    |